# Pavel Chaloupka
Pavel Chaloupka (Most, 4 de maio de 1959 – Chomutov, 23 de maio de 2025) foi um futebolista profissional e treinador checo, que atuou como meia-ofensivo e atacante. Reverenciado como uma das maiores lendas do Bohemians 1905, foi o arquiteto e principal finalizador da histórica conquista do único título do Campeonato Checoslovaco na história do clube, na temporada 1982–83, na qual se sagrou artilheiro da competição. Um jogador de presença dominante, apelidado de Sloup (A Coluna), combinava força física, uma impulsão excecional e uma finalização de cabeça letal, características que o levaram a representar a Seleção Checoslovaca de Futebol na Copa do Mundo FIFA de 1982. O seu legado transcende os golos e títulos, simbolizando a era de ouro de um dos clubes mais carismáticos da Europa Central.

## Contexto Histórico: O Futebol na Checoslováquia dos Anos 80
A carreira de Chaloupka floresceu num período complexo e competitivo do futebol checoslovaco. A I. Liga era dominada financeiramente e politicamente pelos gigantes de Praga: Sparta, Slavia e, sobretudo, o Dukla Prague, o clube oficial do Exército Checoslovaco. O sistema de serviço militar obrigatório permitia ao Dukla recrutar os melhores jovens talentos do país, incluindo Chaloupka por um breve período. Nesse cenário, o Bohemians 1905, com a sua identidade de classe trabalhadora e uma base de adeptos fervorosa no bairro de Vršovice, era visto como um "clube do povo", um eterno desafiador romântico. A conquista do título em 1982–83 pelo Bohemians, liderado por Chaloupka, não foi apenas um triunfo desportivo, mas um evento de profundo significado cultural, quebrando a hegemonia estabelecida e representando uma vitória para o "homem comum".

## Carreira em Clubes

### Início e Serviço Militar (1976–1980)
Iniciou a sua formação no CHZ Litvínov, mas foi no Sklo Union Teplice que se estreou como profissional na primeira divisão em 1976, com apenas 17 anos. Em 38 jogos pela equipa principal, marcou 3 golos, mostrando potencial. Entre 1978 e 1980, a sua carreira foi interrompida pelo serviço militar obrigatório. Foi destacado para o VTJ Tábor, clube militar da segunda divisão, onde a sua capacidade goleadora explodiu, marcando 15 golos em 48 jogos. O seu desempenho chamou a atenção do Dukla Prague, o clube de elite do exército, para onde foi transferido em 1980. No entanto, Chaloupka não se adaptou ao ambiente rigoroso do Dukla e não chegou a disputar partidas oficiais pela equipa principal, optando por se transferir para o Bohemians no mesmo ano.

### Bohemians 1905: O Pilar da Era de Ouro (1980–1988)
A chegada ao Bohemians marcou o início de uma simbiose perfeita entre jogador e clube. Sob o comando do lendário treinador Tomáš Pospíchal, Chaloupka foi a peça central de uma equipa que jogava um futebol ofensivo e vertical. Pospíchal deu-lhe liberdade tática para se movimentar entre o meio-campo e o ataque, explorando a sua velocidade, força no um-para-um e, acima de tudo, a sua finalização devastadora.

#### A Conquista do Título e a Artilharia (1982–83)
A temporada 1982–83 foi a obra-prima de Chaloupka. Ele marcou 17 golos em 29 jogos na liga, conquistando o prémio de artilheiro (Král střelců) e conduzindo o Bohemians ao seu único título nacional. O seu golo mais icónico dessa campanha foi uma cabeçada fulminante contra o Slavia Praga, que selou uma vitória crucial e resumiu o seu domínio aéreo. A estatística de que 11 dos seus 17 golos foram de cabeça demonstra uma especialização rara e uma superioridade física notável.

#### A Epopéia Europeia na Taça UEFA (1982–83)
O sucesso doméstico foi acompanhado por uma campanha histórica na Taça UEFA. Chaloupka foi decisivo em várias fases:
- Primeira Fase: Vs. Admira Wacker (vitória agregada por 7–1).
- Segunda Fase: Vs. Saint-Étienne de Michel Platini (empate em 0–0 fora, vitória por 4–0 em Praga).
- Terceira Fase: Vs. Servette (vitória agregada por 4–3).
- Quartas de final: Vs. Dundee United. Chaloupka marcou o golo solitário da vitória por 1–0 em Praga, com uma cabeçada indefensável, que provou ser o golo da classificação para as semifinais.[1]
- Semifinais: Vs. R.S.C. Anderlecht. O Bohemians foi eliminado pela equipa belga, que viria a vencer o torneio, mas a campanha solidificou o estatuto daquela equipa como uma das melhores da Europa.[7]

Em oito anos, Chaloupka tornou-se o terceiro maior artilheiro da história do Bohemians na liga, com 77 golos em 219 jogos.

### Aventura na Alemanha: Fortuna Düsseldorf e FC Berlin (1988–1991)
Em 1988, aos 29 anos, recebeu permissão para se transferir para o Ocidente, assinando com o Fortuna Düsseldorf, da 2. Bundesliga. Na sua primeira temporada, marcou 5 golos em 15 jogos, sendo uma peça importante na equipa que conquistou a promoção à Bundesliga. Na elite alemã (1989–90), marcou 4 golos em 22 jogos, incluindo um golo na vitória por 2–1 sobre o Hamburger SV. A sua passagem foi avaliada como positiva pela crítica alemã, que destacou a sua experiência e força física.
Encerrou a carreira de alto nível em 1991, após uma temporada no FC Berlin, jogando na NOFV-Oberliga, a liga de transição da antiga Alemanha Oriental após a Reunificação da Alemanha.

## Seleção Checoslovaca
Chaloupka disputou 20 jogos e marcou 2 golos pela Checoslováquia entre 1981 e 1987. A sua carreira internacional foi marcada por jogos contra adversários de calibre mundial.

### Copa do Mundo de 1982
Foi convocado para a Copa do Mundo FIFA de 1982 em Espanha, fazendo parte de um talentoso plantel que incluía Antonín Panenka, Zdeněk Nehoda e Ladislav Vízek. A Checoslováquia foi eliminada na fase de grupos de forma frustrante, sem perder os dois primeiros jogos (empates contra o Kuwait e a França). Chaloupka foi titular no jogo decisivo contra a Inglaterra, que terminou com uma derrota por 2–0 e selou a eliminação da equipa.

### Golos e Jogos Memoráveis
O seu primeiro golo internacional foi num amigável contra a Dinamarca em outubro de 1982. O segundo, e mais célebre, ocorreu um mês depois, a 13 de novembro de 1982, no estádio San Siro. Contra a Itália, então campeã do mundo, Chaloupka marcou o golo do empate em 2–2, silenciando Milão e garantindo um resultado histórico para a Checoslováquia nas eliminatórias para a Eurocopa 1984.

#### Lista de Jogos Internacionais
| N.º | Data                   | Local                       | Adversário         | Placar | Resultado | Competição                       | Golos |
| --- | ---------------------- | --------------------------- | ------------------ | ------ | --------- | -------------------------------- | ----- |
| 1   | 11 de novembro de 1981 | Buenos Aires, Argentina     | Argentina          | 1–1    | Empate    | Amigável                         | 0     |
| 2   | 24 de março de 1982    | Bordéus, França             | França             | 2–2    | Empate    | Amigável                         | 0     |
| 3   | 20 de junho de 1982    | Bilbao, Espanha             | Inglaterra         | 0–2    | Derrota   | Copa do Mundo 1982               | 0     |
| 4   | 27 de outubro de 1982  | Copenhaga, Dinamarca        | Dinamarca          | 3–1    | Vitória   | Amigável                         | 1     |
| 5   | 13 de novembro de 1982 | Milão, Itália               | Itália             | 2–2    | Empate    | Eliminatórias Euro 1984          | 1     |
| 6   | 27 de março de 1983    | Nicósia, Chipre             | Chipre             | 1–1    | Empate    | Eliminatórias Euro 1984          | 0     |
| 7   | 16 de abril de 1983    | Praga, Checoslováquia       | Chipre             | 6–0    | Vitória   | Eliminatórias Euro 1984          | 0     |
| 8   | 21 de maio de 1983     | Chorzów, Polónia            | Polónia            | 1–1    | Empate    | Amigável                         | 0     |
| 9   | 7 de setembro de 1983  | Zurique, Suíça              | Suíça              | 0–0    | Empate    | Amigável                         | 0     |
| 10  | 21 de setembro de 1983 | Estocolmo, Suécia           | Suécia             | 0–1    | Derrota   | Eliminatórias Euro 1984          | 0     |
| 11  | 30 de novembro de 1983 | Bratislava, Checoslováquia  | Romênia            | 1–1    | Empate    | Eliminatórias Euro 1984          | 0     |
| 12  | 7 de março de 1984     | Dresden, Alemanha Oriental  | Alemanha Oriental  | 0–1    | Derrota   | Amigável                         | 0     |
| 13  | 16 de maio de 1984     | Praga, Checoslováquia       | Dinamarca          | 1–0    | Vitória   | Amigável                         | 0     |
| 14  | 28 de março de 1985    | Tbilisi, União Soviética    | União Soviética    | 0–2    | Derrota   | Amigável                         | 0     |
| 15  | 1 de maio de 1985      | Praga, Checoslováquia       | Alemanha Ocidental | 1–5    | Derrota   | Eliminatórias Copa do Mundo 1986 | 0     |
| 16  | 25 de setembro de 1985 | Praga, Checoslováquia       | Portugal           | 1–0    | Vitória   | Eliminatórias Copa do Mundo 1986 | 0     |
| 17  | 16 de outubro de 1985  | Praga, Checoslováquia       | Suécia             | 2–1    | Vitória   | Eliminatórias Copa do Mundo 1986 | 0     |
| 18  | 23 de abril de 1987    | Bratislava, Checoslováquia  | União Soviética    | 0–2    | Derrota   | Amigável                         | 0     |
| 19  | 27 de maio de 1987     | Munique, Alemanha Ocidental | Alemanha Ocidental | 1–5    | Derrota   | Amigável                         | 0     |
| 20  | 9 de setembro de 1987  | Helsínquia, Finlândia       | Finlândia          | 0–3    | Derrota   | Eliminatórias Euro 1988          | 0     |

Fonte: eu-football.info

## Estilo de Jogo e Legado Físico
Pavel Chaloupka era a personificação do meia-atacante combativo. O seu apelido, Sloup (A Coluna/O Pilar), era uma referência dupla: à sua importância estrutural na equipa do Bohemians e à sua incrível força no jogo aéreo, onde se erguia como um pilar. Diferente do estilo mais técnico e cadenciado de contemporâneos como Antonín Panenka, Chaloupka era um jogador de explosão e verticalidade. A sua principal arma era a cabeça, não apenas pela precisão, mas pela potência que imprimia na bola.
O seu estilo corajoso e de entrega total resultou num preço físico altíssimo. Ao longo da carreira, sofreu quatro cirurgias no joelho, múltiplas fraturas no nariz, uma fratura no osso zigomático e uma no tornozelo. A sua capacidade de superar lesões tão graves e retornar consistentemente ao mais alto nível é um testemunho da sua extraordinária resiliência mental e física, solidificando o seu legado como um dos competidores mais duros da sua geração.

## Morte e Tributos
Pavel Chaloupka faleceu em 23 de maio de 2025, no hospital de Chomutov, aos 66 anos, após uma longa batalha com problemas de saúde. A notícia gerou uma onda de homenagens em toda a República Checa. O Bohemians 1905 publicou um emotivo obituário intitulado "Pavel Chaloupka foi para o céu do futebol", descrevendo-o como um "herói imortal do Ďolíček". A Fundação de Internacionais do Futebol Checo lamentou a perda de "um dos grandes nomes do futebol checoslovaco, um artilheiro temido e um homem de caráter reto". O seu legado permanece vivo na memória dos adeptos, não apenas pelos golos, mas por ter personificado a alma de um clube que, por uma temporada, desafiou e venceu os gigantes.

## Títulos e Honrarias

### Clubes
Bohemians 1905
- Campeonato Checoslovaco de Futebol: 1982–83
- Taça da Checoslováquia: Vice-campeão em 1981–82
- Taça UEFA: Semifinalista em 1982–83

Fortuna Düsseldorf
- 2. Bundesliga: Campeão e promovido em 1988–89

### Individual
- Artilheiro do Campeonato Checoslovaco de Futebol: 1982–83 (17 golos)
- Membro do "Klub ligových kanonýrů" (Clube dos Artilheiros da Liga, com 104 golos na primeira divisão).[11]

## Estatísticas Detalhadas da Carreira

### Clubes (Liga)
| Temporada                      | Clube              | Divisão       | Jogos | Golos |
| ------------------------------ | ------------------ | ------------- | ----- | ----- |
| 1976–77                        | Sklo Union Teplice | I. Liga       | 15    | 1     |
| 1977–78                        | Sklo Union Teplice | I. Liga       | 23    | 2     |
| 1978–79                        | VTJ Tábor          | II. Liga      | ?     | ?     |
| 1979–80                        | VTJ Tábor          | II. Liga      | ?     | ?     |
| 1980–81                        | Bohemians 1905     | I. Liga       | 30    | 4     |
| 1981–82                        | Bohemians 1905     | I. Liga       | 27    | 9     |
| 1982–83                        | Bohemians 1905     | I. Liga       | 29    | 17    |
| 1983–84                        | Bohemians 1905     | I. Liga       | 27    | 9     |
| 1984–85                        | Bohemians 1905     | I. Liga       | 16    | 7     |
| 1985–86                        | Bohemians 1905     | I. Liga       | 29    | 11    |
| 1986–87                        | Bohemians 1905     | I. Liga       | 29    | 7     |
| 1987–88                        | Bohemians 1905     | I. Liga       | 32    | 13    |
| 1988–89                        | Fortuna Düsseldorf | 2. Bundesliga | 22    | 5     |
| 1989–90                        | Fortuna Düsseldorf | Bundesliga    | 22    | 4     |
| 1990–91                        | FC Berlin          | NOFV-Oberliga | 13    | 0     |
| Total na 1ª Divisão (CS & GER) | 279                | 84            |       |       |

Fontes: CSFotbal.cz, Kicker.de